# کو اون می
کو اون می (کره‌ای: 고은미؛ زادهٔ آن اون می در ۷ ژوئیه ۱۹۷۶) بازیگر اهل کره جنوبی است. او حرفهٔ سرگرمی خود را در سال ۱۹۹۵ به عنوان خواننده در گروه تی.را. وی (مخفف «تی‌وی+رادیو+ویدئو») آغاز کرد و این گروه پیش از منحل شدن یک آلبوم به نام هی شکارچی منتشر کرد. سپس در سال ۱۹۹۵، کو اون می در سیتکام سه پسر و سه دختر حضور پیدا کرد و از سال ۲۰۰۱ به‌طور تمام وقت به بازیگری پرداخت. او بیشتر به خاطر ایفای نقش در مجموعه‌های تلویزیونی حتی عشق، هزاران بار عاشقتم، زنان خطرناک و بانوی طوفان شناخته می‌شود.

## فیلم‌شناسی

### فیلم
| سال  | عنوان               | نقش                          |
| ---- | ------------------- | ---------------------------- |
| ۲۰۰۱ | تفنگ و گفتگو        | اوه یونگ ران                 |
| ۲۰۰۹ | دزد عادل            | چوی سو یونگ                  |
| ۲۰۱۰ | رسوایی کوییز شو     | ایم یون یی (حضور افتخاری)    |
| ۲۰۱۴ | ما برادریم          | جوانی سونگ جا (حضور افتخاری) |
| ۲۰۱۵ | دختران مکگولی       | کیم هاجونگ                   |
| ۲۰۱۵ | خواهر من، بانوی خوک | زن ۱ (حضور افتخاری)          |

### مجموعه تلویزیونی
| سال  | عنوان                           | نقش                                    | شبکه          |
| ---- | ------------------------------- | -------------------------------------- | ------------- |
| ۱۹۹۶ | سه پسر و سه دختر                | اون می                                 | ام‌بی‌سی        |
| ۲۰۰۱ | چرا زن؟                         | کیم اون می                             | کی‌بی‌اس۲       |
| ۲۰۰۲ | روزهای دبیرستان دخترانه         |                                        | کی‌بی‌اس۲       |
| ۲۰۰۳ | عصر شوالیه‌ها                    | معشوقه سون جو                          | کی‌بی‌اس۱       |
| ۲۰۰۵ | اچ‌دی‌تی‌وی لیترچر - فصل گندم سیاه | هه یون                                 | کی‌بی‌اس۱       |
| ۲۰۰۶ | رودخانه جاری                    | سونگ یونگ چه                           | کی‌بی‌اس۱       |
| ۲۰۰۶ | قلب پاک                         | ها سو جونگ                             | کی‌بی‌اس۱       |
| ۲۰۰۷ | حتی عشق (یا قلب سرنوشت)         | سو میونگ جی                            | ام‌بی‌سی        |
| ۲۰۰۹ | هزاران بار عاشقتم               | لی سون یونگ                            | اس‌بی‌اس        |
| ۲۰۱۰ | تشویق برای زنان                 | میزبان                                 | اوتی‌وی        |
| ۲۰۱۰ | من افسانه هستم                  | کانگ ران هی                            | اس‌بی‌اس        |
| ۲۰۱۰ | لبخند بزن مامان                 | هوانگ بو می                            | اس‌بی‌اس        |
| ۲۰۱۱ | دراما سیتی - هفتمین روز         | یون هی                                 | کی‌بی‌اس۲       |
| ۲۰۱۱ | زنان خطرناک                     | کانگ یو را                             | ام‌بی‌سی        |
| ۲۰۱۳ | امپراتور طلا                    | پارک اون جونگ                          | اس‌بی‌اس        |
| ۲۰۱۴ | رسوایی همسر - باد می‌وزد         | کو اون می (همسر) (قسمت ۴: «باتری عشق») | تی‌وی چوسان    |
| ۲۰۱۴ | بانوی طوفان                     | دو هه بین                              | ام‌بی‌سی        |
| ۲۰۱۵ | دقیقاً چه اتفاقی می‌افتد؟         | آنا                                    | داوم تی‌وی پات |
| ۲۰۱۷ | بازگشت بوک خوش شانس             | هونگ ران یونگ                          | ام‌بی‌سی        |
| ۲۰۱۸ | معشوقه بانو چا دال ره           | نام می ره                              | کی‌بی‌اس۲       |
| ۲۰۱۸ | وقتی زمان متوقف می‌شود           | حضور افتخاری                           | کی‌بی‌اس ان     |

## ترانه‌شناسی
| سال  | عنوان                                                                         | آرتیست                    | توضیحات                              |
| ---- | ----------------------------------------------------------------------------- | ------------------------- | ------------------------------------ |
| ۱۹۹۵ | «هی شکارچی» (Hey! Hunter)                                                     | تی.را. وی (کره‌ای: 티라비) | آلبوم                                |
| ۲۰۱۰ | «عشق همیشه اینطوریه، مثل آب باران» (Love, Love is Always So, Like Rain Water) | کو اون می                 | ترانه‌ای از اواس‌تی من افسانه هستم     |
| ۲۰۱۲ | «از دیدنت خوشحالم» (Nice to Meet You)                                         | کو اون می و سون هویونگ    | ترانه‌ای از ئی‌پی دوئت هفته دوم - زنده |

## جوایز و نامزدی‌ها
| سال  | مراسم جوایز         | دسته                              | نامزد / اثر | نتیجه    |
| ---- | ------------------- | --------------------------------- | ----------- | -------- |
| ۲۰۰۷ | جوایز درامای ام‌بی‌سی | بهترین بازیگر تازه‌کار زن          | حتی عشق     | نامزدشده |
| ۲۰۱۱ | جوایز درامای ام‌بی‌سی | بهترین بازیگر زن در یک سریال درام | زنان خطرناک | نامزدشده |